# Estero Casablanca
Estero Casablanca är ett vattendrag i Chile.   Det ligger i regionen Región de Valparaíso, i den södra delen av landet, 100 km väster om huvudstaden Santiago de Chile.
Runt Estero Casablanca är det ganska tätbefolkat, med 179 invånare per kvadratkilometer.